# 富尔尼科尔塞翁
富尔尼科尔塞翁（希臘語：Φούρνοι Κορσεών）是希腊北愛琴大區伊卡里亚专区的市镇，行政中心为富尔尼村。市镇面积为45.247平方公里，2021年人口数量为1,343人。
富尔尼科尔塞翁市镇包括整个富爾尼群島。其行政中心富尔尼村位于主岛富尔尼岛上。

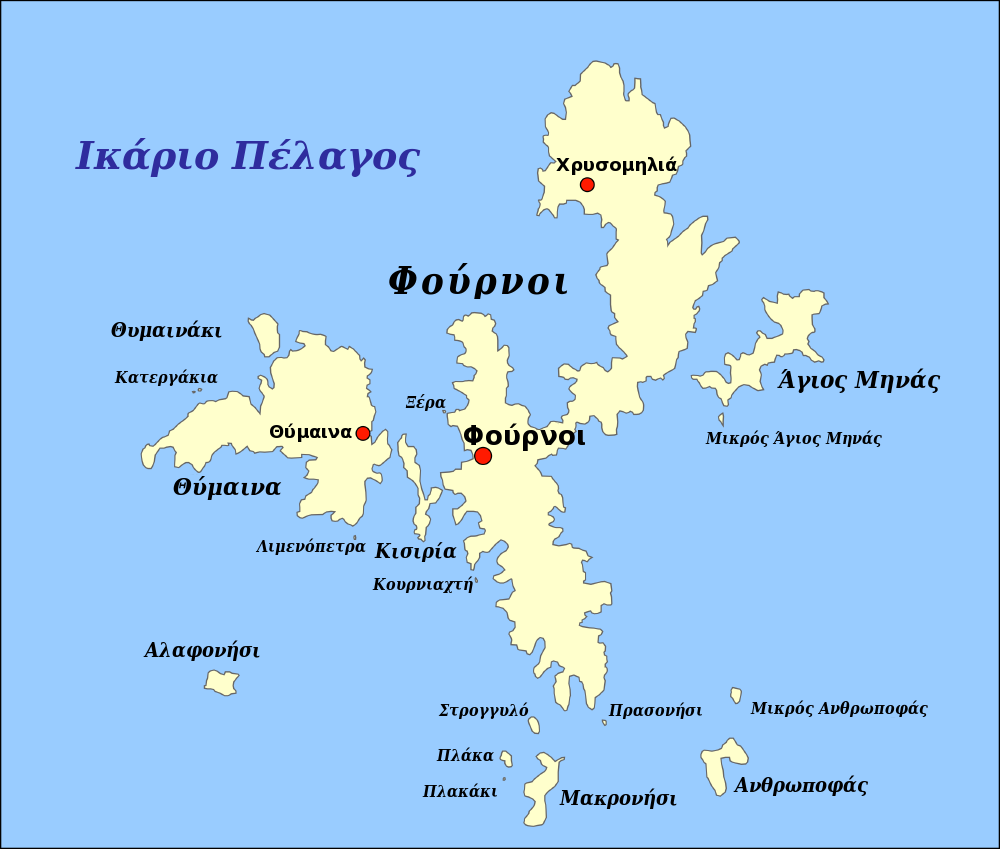
富尔尼群岛地图